# Zekeriya Yapıcıoğlu

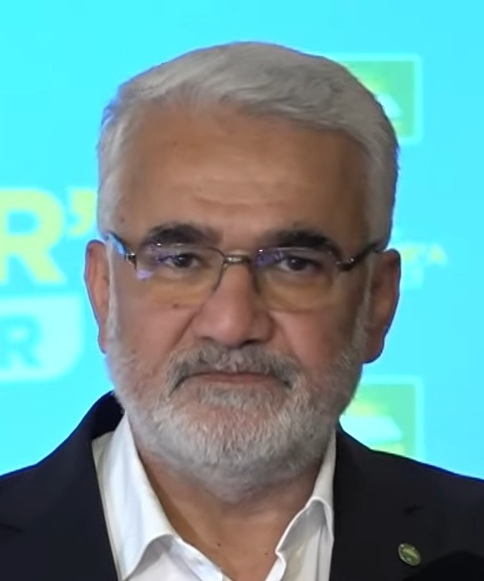
Zekeriya Yapıcıoğlu (2023)

Zekeriya Yapıcıoğlu (geboren 1966 in Batman) ist ein türkischer Politiker kurdischer Herkunft. Er sitzt seit Mai 2023 als Abgeordneter im türkischen Parlament.

## Leben
Zekeriya Yapıcıoğlu absolvierte seine Schulausbildung in Batman. Er schloss 1988 sein Studium an der Juristischen Fakultät der Universität Ankara ab und arbeitete zwischen 1990 und 2012 als Anwalt.
Im Jahr 2012 war Yapıcıoğlu Mitbegründer und Vorsitzender der kurdisch-islamischen Hür Dava Partisi. Er nahm als unabhängiger Kandidat für Diyarbakır an den Parlamentswahlen 2015 teil und erhielt 3,2 % der Stimmen in der Provinz (22.923 Stimmen). Am 21. Mai 2018 trat er von seiner Position als Parteivorsitzender zurück, um erneut als unabhängiger Kandidat für Diyarbakır zu kandidieren, wurde allerdings mit 4,3 % erneut nicht gewählt.
Bei den Präsidentschafts- und 28. Parlamentswahlen am 14. Mai 2023 wurde er als Abgeordneter für Istanbul über die Liste der AKP zum Abgeordneten der Großen Nationalversammlung der Türkei gewählt.
Yapıcıoğlu ist verheiratet und hat fünf Kinder.